# George Edwardes-Hall
George Edwardes-Hall (né vers 1872 à Brooklyn, New York, et mort le 1er juillet 1922 à Los Angeles) est un scénariste, réalisateur, monteur et acteur américain.

## Filmographie

### Comme scénariste
- 1922 : The Prairie Mystery
- 1912 : Leah, the Forsaken
- 1914 : Watch Dog of the Deep
- 1914 : Angel Paradise
- 1915 : Life's Furrow
- 1915 : Where Brains Are Needed
- 1916 : The Iron Hand
- 1916 : Under Two Flags (en)
- 1916 : The Flirt
- 1917 : The Eternal Sin
- 1917 : La Cigarette révélatrice (The Lone Wolf) de Herbert Brenon
- 1917 : Babbling Tongues
- 1917 : The Fall of the Romanoffs
- 1918 : Empty Pockets
- 1918 : The Unchastened Woman
- 1919 : Queen's Evidence
- 1919 : Midnight Gambols
- 1919 : Atonement
- 1919 : 12.10
- 1920 : Desire
- 1921 : Judge Her Not
- 1922 : Foolish Monte Carlo
- 1922 : The Kickback
- 1922 : The Prairie Mystery

### Comme réalisateur
- 1914 : Absinthe
- 1914 : Shadows
- 1919 : Nobody's Child
- 1920 : Desire
- 1920 : La Tentatrice (The Temptress)
- 1921 : Judge Her Not

### Comme monteur
- 1919 : Reclaimed: The Struggle for a Soul Between Love and Hate

### Comme acteur
- 1913 : Love and a Throne